# Hersbrucker Alb

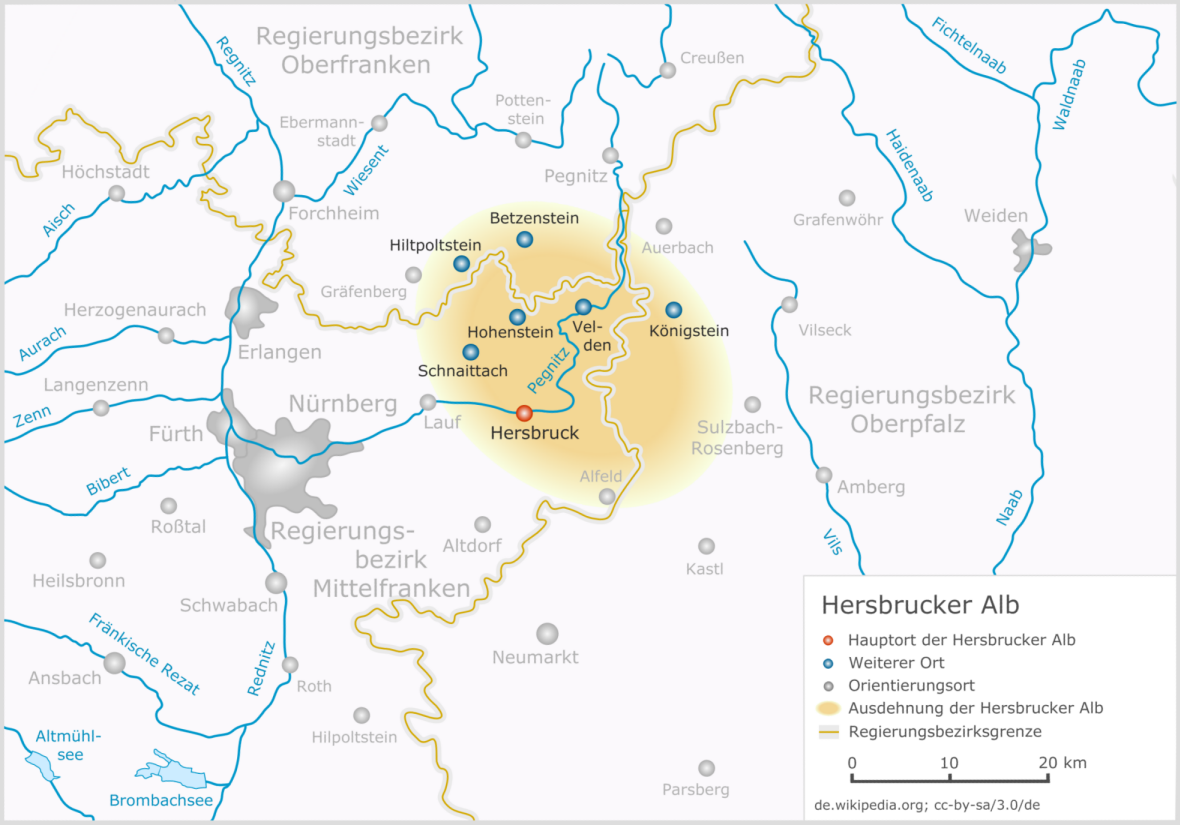
Hersbrucker Alb

Die Hersbrucker Alb – auch als Hersbrucker Schweiz oder  Pegnitz-Alb bezeichnet –  ist der nordöstliche Teil  der Fränkischen Alb bei Hersbruck. Er wird von der Pegnitz und ihren Nebenflüssen durchzogen.

## Lage
Im Westen reicht die Hersbrucker Alb bis zum Tal der Schnaittach. Begrenzt wird sie von Lauf an der Pegnitz und  Hiltpoltstein im Westen, Betzenstein im Norden, Auerbach und Sulzbach-Rosenberg im Osten sowie Alfeld im Süden. Größtenteils liegt sie in Mittelfranken und der Oberpfalz, zu einem geringen Teil in Oberfranken.
Die Hersbrucker Alb umfasst die Weißjuratafel aus hartspröden und verkarsteten Massen- und Riffkalken und dem Frankendolomit samt deren jüngeren Auflagen. Zahlreiche Höhlen und eine markante Felslandschaft brachten dem Gebiet den Namen „Hersbrucker Schweiz“ (früher „Nürnberger Schweiz“) ein. Die Hersbrucker Alb ist Teil des Klettergebietes Nördlicher Frankenjura. Die Namensbezeichnung „Alb“ wurde von dem lateinischen Ausdruck montes albi (weiße Berge) hergeleitet. Wahrscheinlicher ist jedoch der Begriff Alb eine alte keltische Bezeichnung und bedeutet ‚Gebirgsweide‘.
Der Ossinger 651,1 m ü. NN bildet den höchsten Punkt der Hersbrucker Alb.

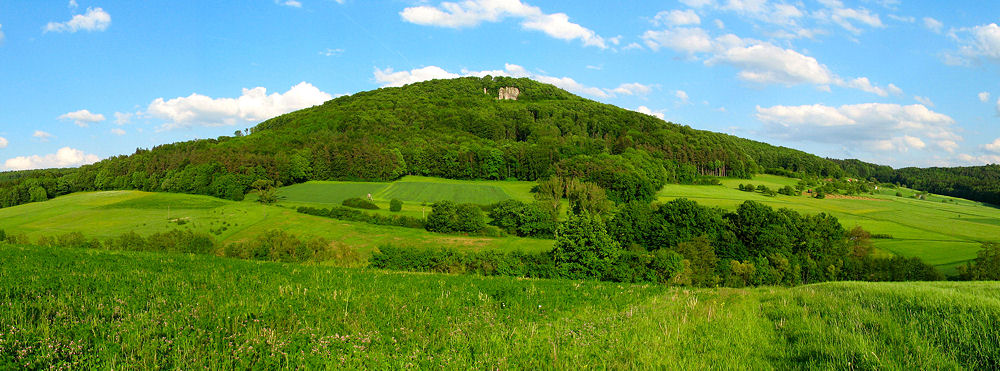
Glatzenstein

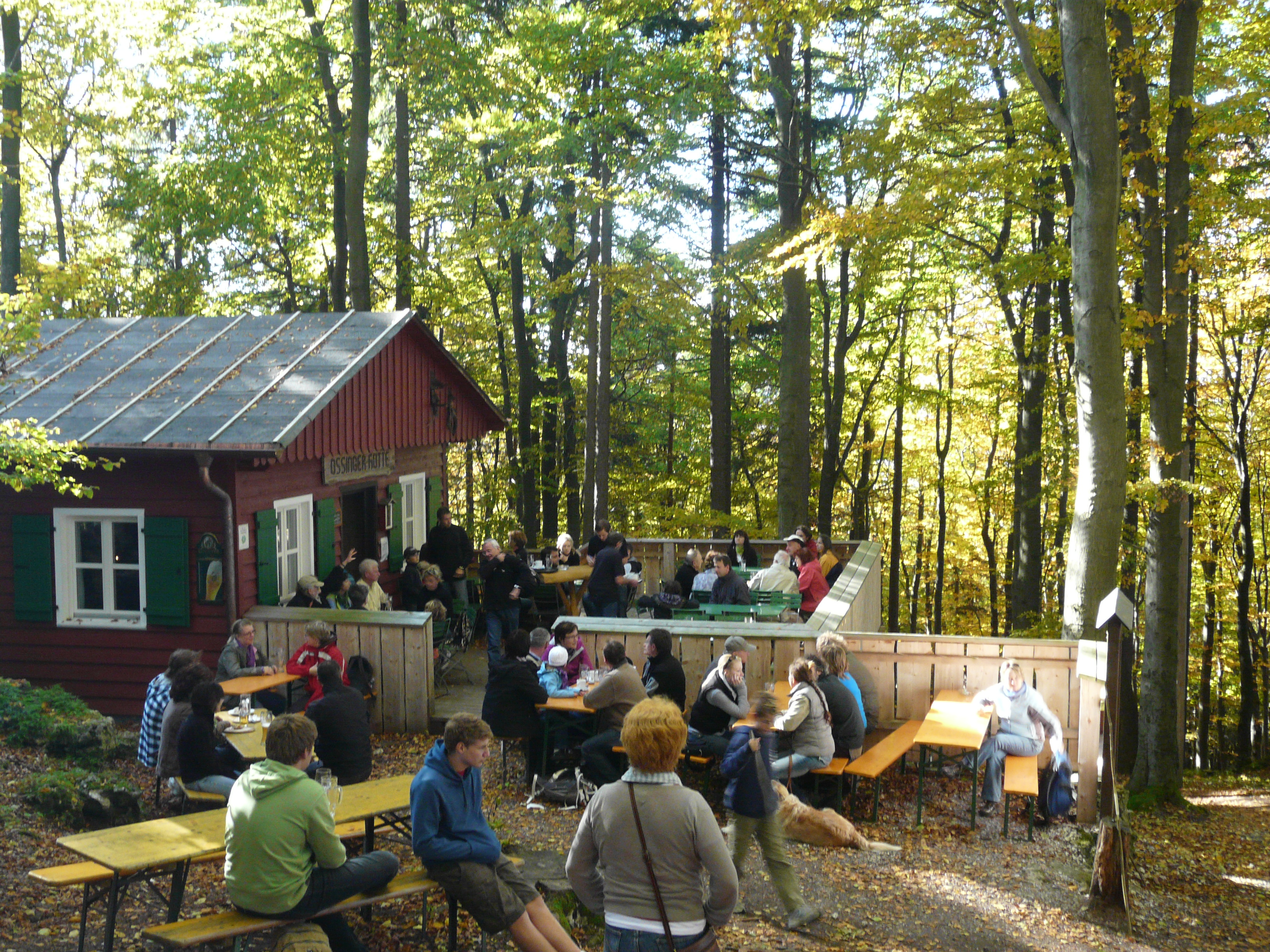
Ossinger

## Karten
- Nr. 53 Blatt Süd. Veldensteiner Forst, Hersbrucker Alb. ISBN 3-86116-053-6
- Nr. 72 Hersbrucker Alb in der Frankenalb, Pegnitz- und Hirschbachtal. ISBN 3-86116-072-2